# Кеймбриджки университет
Кеймбриджкият университет (на английски: The University of Cambridge) е вторият най-стар университет във Великобритания и един от най-старите в англоговорещата част на света, а днес – едно от най-престижните училища в света. Слави се с най-строгите изисквания към кандидатите за следване във Великобритания. Намира се в едноименния град Кеймбридж на около 80 км северно-североизточно от Лондон.

## История
Основан е през 1209 година от група учени, напуснали Оксфорд. Както и в Оксфордския университет по онова време, а и дълго след това, преподаването и заниманията с наука са тясно свързани с религията, теологията и богословието. Друга отличителна черта на тези училища е, че те са асоциации от самостоятелни колежи, всеки от тях със свои собствени правила и традиции. За двата университета е характерно многовековно благородно съперничество и често за възпитаниците им се говори като за възпитаници на Оксбридж. Считат се за най-елитните университети във Великобритания и едни от най-престижните в света. В ежегодната класация за качеството на университетите във Великобритания през последните няколко десетилетия[ неясно? ] Кеймбридж заема първо място, следван от Оксфордския университет и Импириъл Колидж и е известен особено с биологическите, физическите, юридическите и теоложките специалности.
Възпитаници на Кеймбридж са носители на общо 96 Нобелови награди – повече от всеки друг университет в света. Повечето от тях са били в Кеймбридж като студенти или докторанти, а останалите са преподаватели, членове на колежите и научни сътрудници.

## Система на обучение
Университетът е организиран на 2 нива – самостоятелни в административно отношение колежи и университет в съвременния смисъл с факултети и катедри. Колежите в Кеймбридж (различни по-размер) са 31 и имат за цел обучение на студентите (главно за бакалавърска степен). 28 колежа приемат мъже и жени, 3 приемат само жени, а 2 – само докторанти. Те са и местата, около които е организиран студентският живот и където студентите живеят през по-голяма част от следването си. Благодарение на колежите студентите следват традиционно установената с векове система на обучение, при която упражненията се провеждат в присъствието на малко (често 1 – 2) студенти с преподавател (наставник). За разлика от далечните отношения преподавател-студент в другите университети (с големи академични групи и многобройни потоци от студенти), тук наставникът е в постоянен контакт със своите подопечни и разговорите помежду им засягат не само научните, но и всякакви други проблеми. На тази уникална система се дължи голяма част от успеха на обучението в Оксфорд и Кеймбридж в Обединеното кралство. Възпитаниците на Оксбридж заемат първите редици във всички области на политиката, културата и бизнеса в страната.

### Колежи (с година на основаване)
- Крайст Колидж[8] (1505)
- Чърчил Колидж[9] (1960)
- Клеър Колидж[10] (1326)
- Клеър Хол[11] (1965)
- Корпус Кристи Колидж[12] (1352)
- Даруин Колидж[13] (1964)
- Даунинг Колидж[14] (1800)
- Иманюъл Колидж[15] (1584)
- Фицуилям Колидж[16] (1869)
- Гиртън Колидж[17] (1869)
- Джонвил Енд Кайъс Колидж[18] (1348)
- Хоумъртън Колидж[19] (1976)
- Хюс Хол[20] (1885)
- Джийзъс Колидж[21] (1496)
- Кингс Колидж[22] (1441)
- Люси Кавендиш Колидж[23] (1965)
- Модлин Колидж[24] (1428)
- Мъри Едуардс Колидж[25] (1954) (предишно име Ню Хол)
- Нюъм Колидж[26] (1871)
- Пембрук Колидж[27] (1347)
- Питърхаус[28] (1284)
- Куинс Колидж[29] (1448)
- Робинсън Колидж[30] (1979)
- Катринс Колидж[31] (1473)
- Сент Едмъндс Колидж[32] (1896)
- Сент Джонс Колидж[33] (1511)
- Селуин Колидж[34] (1882)
- Сидни Съсекс Колидж[35] (1596)
- Тринити Колидж[36] (1546)
- Тринити Хол[37] (1350)
- Уолфсън Колидж[38] (1965)